# Brookridge
Brookridge es un lugar designado por el censo ubicado en el condado de Hernando en el estado estadounidense de Florida. En el Censo de 2010 tenía una población de 4.420 habitantes y una densidad poblacional de 681,81 personas por km².

## Geografía
Brookridge se encuentra ubicado en las coordenadas 28°32′53″N 82°29′24″O / 28.54806, -82.49000. Según la Oficina del Censo de los Estados Unidos, Brookridge tiene una superficie total de 6.48 km², de la cual 6.48 km² corresponden a tierra firme y (0.08%) 0.01 km² es agua.

## Demografía
Según el censo de 2010, había 4.420 personas residiendo en Brookridge. La densidad de población era de 681,81 hab./km². De los 4.420 habitantes, Brookridge estaba compuesto por el 95.05% blancos, el 1.74% eran afroamericanos, el 0.2% eran amerindios, el 0.84% eran asiáticos, el 0.07% eran isleños del Pacífico, el 0.93% eran de otras razas y el 1.18% pertenecían a dos o más razas. Del total de la población el 5.18% eran hispanos o latinos de cualquier raza.